# Aaron Ward
Pour les articles homonymes, voir Aaron Ward (amiral) et Ward.
Aaron Ward (né le 17 janvier 1973 à Windsor en Ontario au Canada) est un joueur canadien de hockey sur glace professionnel retraité.

## Carrière

### Carrière de joueur
Après avoir joué pour l'université du Michigan pendant trois saisons et ayant passé son diplôme, il participe au repêchage d'entrée dans la Ligue nationale de hockey en 1991 et est choisi par les Jets de Winnipeg au premier tour, le cinquième joueur au total après Eric Lindros en tant que premier choix. Cependant, il ne joue pas un seul match pour cette équipe : il est échangé au Red Wings de Détroit deux jours après avoir été sélectionné, il ne joue que cinq matchs dans la LNH en 1993-1994 et un seul l'année suivante. En 1996-1997, il devient membre à part entière de l'équipe des Red Wings et remporte la Coupe Stanley cette année-là en éliminant les Flyers de Philadelphie.
L'année suivante, Aaron Ward et les Red Wings regagnent encore le précieux trophée en éliminant facilement les Capitals de Washington en 4 matchs. Le 9 juillet 2001, il est échangé aux Hurricanes de la Caroline en retour de choix de repêchages.
Aaron Ward est très utile pour l'équipe puisque les Hurricanes se rendent en finale de la Coupe Stanley en 2002 mais les puissants Red Wings les éliminent et gagnent la Coupe. En 2006, il gagne sa troisième Coupe Stanley de sa carrière en éliminant les Oilers d'Edmonton au septième match. Il inscrit le but de la victoire pour son équipe.
N'ayant plus de contrat en Caroline en 2006, il est agent libre le 1er juillet et deux jours plus tard, il signe avec les Rangers de New York pour plusieurs années. Il commence la saison avec les Rangers mais est échangé aux Bruins de Boston en retour de Paul Mara à la date limite des transactions le 27 février 2007.
Il retourne en Caroline lors de l'été 2009 lorsqu'il est échangé contre l'ailier droit Patrick Eaves et un choix de 4e tour en 2010.
Le 3 mars 2010, il est échangé aux Ducks d'Anaheim en retour de Justin Pogge et un choix de repêchage.
Il annonce finalement sa retraite le 24 août 2010. Il est aujourd'hui analyste à The Sports Network.

### Participation en finale de la Coupe Stanley
- Red Wings de Détroit : gagnant (1997)
- Red Wings de Détroit : gagnant (1998)
- Hurricanes de la Caroline : perdant (2002)
- Hurricanes de la Caroline : gagnant (2006)

## Statistiques
| Saison     | Équipe                               | Ligue      |     | Saison régulière | Saison régulière | Saison régulière | Saison régulière | Saison régulière |   | Séries éliminatoires | Séries éliminatoires | Séries éliminatoires | Séries éliminatoires | Séries éliminatoires |
| Saison     | Équipe                               | Ligue      | PJ  | B                | A                | Pts              | Pun              | PJ               | B | A                    | Pts                  | Pun                  |                      |                      |
| 1990-1991  | Spartans de l'Université du Michigan | NCAA       | 46  | 8                | 11               | 19               | 126              | -                | - | -                    | -                    | -                    |                      |                      |
| 1991-1992  | Spartans de l'Université du Michigan | NCAA       | 42  | 7                | 12               | 19               | 64               | -                | - | -                    | -                    | -                    |                      |                      |
| 1992-1993  | Spartans de l'Université du Michigan | NCAA       | 30  | 5                | 8                | 13               | 73               | -                | - | -                    | -                    | -                    |                      |                      |
| 1992-1993  | Équipe Canada                        | Intl.      | 4   | 0                | 0                | 0                | 8                | -                | - | -                    | -                    | -                    |                      |                      |
| 1993-1994  | Red Wings de l'Adirondack            | LAH        | 58  | 4                | 12               | 16               | 87               | 9                | 2 | 6                    | 8                    | 6                    |                      |                      |
| 1993-1994  | Red Wings de Détroit                 | LNH        | 5   | 1                | 0                | 1                | 4                | -                | - | -                    | -                    | -                    |                      |                      |
| 1994-1995  | Red Wings de l'Adirondack            | LAH        | 76  | 11               | 24               | 35               | 87               | 4                | 0 | 1                    | 1                    | 0                    |                      |                      |
| 1994-1995  | Red Wings de Détroit                 | LNH        | 1   | 0                | 1                | 1                | 2                | -                | - | -                    | -                    | -                    |                      |                      |
| 1995-1996  | Red Wings de l'Adirondack            | LAH        | 74  | 5                | 10               | 15               | 133              | 3                | 0 | 0                    | 0                    | 6                    |                      |                      |
| 1996-1997  | Red Wings de Détroit                 | LNH        | 49  | 2                | 5                | 7                | 52               | 19               | 0 | 0                    | 0                    | 17                   |                      |                      |
| 1997-1998  | Red Wings de Détroit                 | LNH        | 52  | 5                | 5                | 10               | 47               | -                | - | -                    | -                    | -                    |                      |                      |
| 1998-1999  | Red Wings de Détroit                 | LNH        | 60  | 3                | 8                | 11               | 52               | 8                | 0 | 1                    | 1                    | 8                    |                      |                      |
| 1999-2000  | Red Wings de Détroit                 | LNH        | 36  | 1                | 3                | 4                | 24               | 3                | 0 | 0                    | 0                    | 0                    |                      |                      |
| 2000-2001  | Red Wings de Détroit                 | LNH        | 73  | 4                | 5                | 9                | 57               | -                | - | -                    | -                    | -                    |                      |                      |
| 2001-2002  | Hurricanes de la Caroline            | LNH        | 79  | 3                | 11               | 14               | 74               | 23               | 1 | 1                    | 2                    | 22                   |                      |                      |
| 2002-2003  | Hurricanes de la Caroline            | LNH        | 77  | 3                | 6                | 9                | 90               | -                | - | -                    | -                    | -                    |                      |                      |
| 2003-2004  | Hurricanes de la Caroline            | LNH        | 49  | 3                | 5                | 8                | 37               | -                | - | -                    | -                    | -                    |                      |                      |
| 2004-2005  | ERC Ingolstadt                       | DEL        | 8   | 0                | 3                | 3                | 16               | 11               | 1 | 1                    | 2                    | 16                   |                      |                      |
| 2005-2006  | Hurricanes de la Caroline            | LNH        | 71  | 6                | 19               | 25               | 62               | 25               | 2 | 3                    | 5                    | 18                   |                      |                      |
| 2006-2007  | Rangers de New York                  | LNH        | 60  | 3                | 10               | 13               | 57               | -                | - | -                    | -                    | -                    |                      |                      |
| 2006-2007  | Bruins de Boston                     | LNH        | 20  | 1                | 2                | 3                | 18               | -                | - | -                    | -                    | -                    |                      |                      |
| 2007-2008  | Bruins de Boston                     | LNH        | 65  | 5                | 8                | 13               | 54               | 6                | 0 | 1                    | 1                    | 6                    |                      |                      |
| 2008-2009  | Bruins de Boston                     | LNH        | 65  | 3                | 7                | 10               | 44               | 11               | 1 | 0                    | 1                    | 2                    |                      |                      |
| 2009-2010  | Hurricanes de la Caroline            | LNH        | 60  | 1                | 10               | 11               | 54               | -                | - | -                    | -                    | -                    |                      |                      |
| 2009-2010  | Ducks d'Anaheim                      | LNH        | 17  | 0                | 2                | 2                | 8                | -                | - | -                    | -                    | -                    |                      |                      |
| Totaux LNH | Totaux LNH                           | Totaux LNH | 839 | 44               | 107              | 151              | 736              | 95               | 4 | 6                    | 10                   | 73                   |                      |                      |